# یورگنسهاگن
یورگنسهاگن (به آلمانی: Jürgenshagen) یک شهر در آلمان است که در Rostock District واقع شده‌است. یورگنسهاگن ۱٬۲۰۷ نفر جمعیت دارد.